# Belonogaster brachystoma
Belonogaster brachystoma är en getingart som beskrevs av Kohl 1894. Belonogaster brachystoma ingår i släktet Belonogaster och familjen getingar. Inga underarter finns listade.